# Олбани (Джорджия)
Вижте пояснителната страница за други значения на Олбани.
Олбани (на английски: Albany – Олбъни) е град в Джорджия, Съединени американски щати, административен център на окръг Дакърти.
Разположен е на река Флинт. Населението на града е около 77 434 души (2010).
Основан е през 1836 г. от кънектикътския предприемач Нелсън Тифт. Наречен е на град Олбани в щата Ню Йорк заради сходното им разположение на плавателна река.

## Родени в Олбани
- Рей Чарлз, музикант (1930-2004)
- Анджело Тейлър, спринтьор (р.1978)